# Houat
Houat (Enez Houad trong tiếng Bretagne) là một đảo ngoài khơi Bretagne, tỉnh Morbihan. Đảo này nằm trong vịnh Quiberon cùng với đảo Hoëdic. Diện tích của xã này là 2,91 km2, dân số năm 1999 là 335 người.
Cư dân của Île-d'Houat danh xưng trong tiếng Pháp là Houatais.